# Redfree
Redfree est un cultivar de pommier domestique aussi répertorié sous les appellations PRI 2175-7 et Co-op 13.

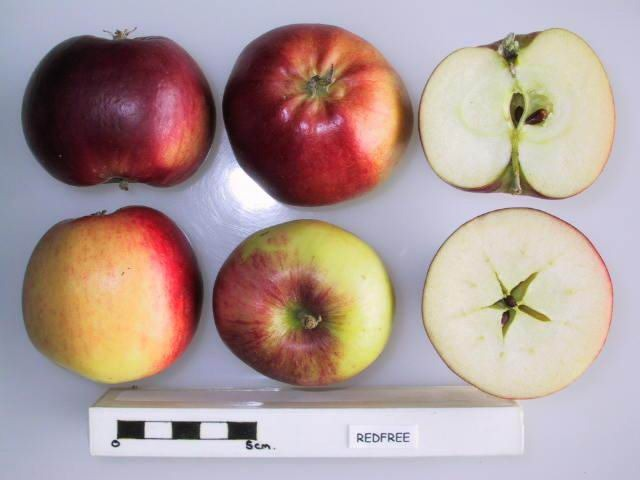
Pommes Redfree.

## Origine
USA, fruit des recherches du groupe universitaire PRI (Universités : Perdue, Rudgers et d'Illinois)

Obtenue par Williams et al. 1981, U.S. Plant Patent No. 4,322

## Parenté
Pedigree : Raritan x PRI 1018-101

Descendants :
- Initial.

## Pollinisation
Variété diploïde.

Groupe de pollinisation : C (mi-saison)

## Culture
Maladies : variété immunisée aux races communes de tavelure du pommier et à la rouille. Peu susceptible au mildiou et au feu bactérien.